# Oddmund Andersen
Oddmund Andersen (Mjøndalen, 21 de desembre de 1915 - Mjøndalen, 23 de novembre de 1999) fou un futbolista noruec de les dècades de 1930 i 1940.
Disputà 4 partits amb la selecció de futbol de Noruega, amb la qual participà en el Mundial de 1938, com a jugador reserva. Pel que fa a clubs, fou membre del Mjøndalen, amb el qual guanyà les copes de Noruega de 1934 i 1937.